# Touroukhansk
Touroukhansk (en russe : Туруханск) est un village (selo) du kraï de Krasnoïarsk, en Russie. Il comptait 4 849 habitants en 2002.

## Géographie
Touroukhansk est situé à 1 474 km au nord de Krasnoïarsk, à la confluence de l'Ienisseï et de la Toungouska inférieure.

### Climat
| Mois                                        | jan.     | fév.       | mars     | avril     | mai        | juin      | jui.      | août      | sep.       | oct.       | nov.     | déc.       | année     |
| ------------------------------------------- | -------- | ---------- | -------- | --------- | ---------- | --------- | --------- | --------- | ---------- | ---------- | -------- | ---------- | --------- |
| Température minimale moyenne (°C)           | −29,5    | −26,5      | −18,7    | −11,3     | −2,4       | 7,8       | 11,6      | 9,1       | 2,9        | −6,9       | −22,5    | −27,4      | −9,5      |
| Température moyenne (°C)                    | −25,5    | −22,4      | −13,6    | −5,9      | 1,9        | 12,6      | 16,6      | 13        | 5,9        | −4,3       | −18,7    | −23,4      | −5,3      |
| Température maximale moyenne (°C)           | −21,6    | −17,9      | −7,8     | −0,1      | 6,7        | 18,1      | 21,9      | 17,6      | 9,6        | −1,6       | −14,9    | −19,6      | −0,8      |
| Record de froid (°C) date du record         | −57 1979 | −55,3 1966 | −50 1978 | −42 1987  | −26,6 1986 | −8,2 1962 | 0,1 1976  | −2,9 2017 | −17,6 1981 | −39,7 1977 | −50 1984 | −55,2 1972 | −57 1979  |
| Record de chaleur (°C) date du record       | 0,5 1995 | 0,8 1963   | 8,7 1995 | 15,6 1984 | 28,3 2020  | 33,2 2002 | 35,5 1968 | 31,1 2001 | 24,9 2015  | 16,9 1967  | 3,4 2010 | 1,1 1975   | 35,5 1968 |
| Précipitations (mm)                         | 35       | 31         | 35       | 35        | 44         | 60        | 63        | 84        | 66         | 82         | 52       | 45         | 632       |
| dont neige (cm)                             | 75       | 89         | 99       | 94        | 38         | 0         | 0         | 0         | 0          | 10         | 36       | 58         | 499       |
| Record de pluie en 24 h (mm) date du record | 11 1988  | 13 2002    | 17 2001  | 22 1975   | 25 1964    | 51 1963   | 58 1991   | 51 2001   | 62 2002    | 20 2011    | 18 1979  | 21 1997    | 62 2002   |
| Nombre de jours avec précipitations         | 0        | 0          | 1        | 6         | 13         | 19        | 17        | 20        | 20         | 10         | 1        | 0,1        | 107       |
| Humidité relative (%)                       | 76       | 76         | 73       | 65        | 64         | 64        | 69        | 77        | 79         | 84         | 80       | 77         | 74        |
| Nombre de jours avec neige                  | 28       | 26         | 24       | 21        | 15         | 3         | 0         | 0,2       | 7          | 26         | 27       | 28         | 205       |
| Nombre de jours d'orage                     | 0        | 0          | 0        | 0         | 0,3        | 2         | 5         | 3         | 0          | 0          | 0        | 0          | 10        |
| Nombre de jours avec brouillard             | 0        | 0          | 0,03     | 0,2       | 2          | 1         | 1         | 2         | 2          | 2          | 0,1      | 0,1        | 10        |

| Diagramme climatique                                  |              |             |             |           |           |            |           |          |            |              |              |
| J                                                     | F            | M           | A           | M         | J         | J          | A         | S        | O          | N            | D            |
| −21,6−29,535                                          | −17,9−26,531 | −7,8−18,735 | −0,1−11,335 | 6,7−2,444 | 18,17,860 | 21,911,663 | 17,69,184 | 9,62,966 | −1,6−6,982 | −14,9−22,552 | −19,6−27,445 |
| Moyennes : • Temp. maxi et mini °C • Précipitation mm |              |             |             |           |           |            |           |          |            |              |              |

## Histoire
Touroukhansk est l'un des premiers établissements russes en Sibérie, fondé en 1607 comme campement d'hiver (зимовье) pour Cosaques et marchands. Après les incendies désastreux à Mangazeïa, en 1619, 1642, et 1662, Touroukhansk accueillit une grande partie de la population de l'ancienne colonie et devint connue sous le nom de Novaïa Mangazeïa (Новая Мангазея). Un fort en bois y fut bâti en 1677. Une des principales foires de Sibérie s'y tenait. La localité reçut le statut de ville en 1785, mais elle déclina après 1822.
Dans l'Empire russe comme en Union soviétique, Touroukhansk fut souvent un lieu d'exil politique. Julius Martov, Iakov Sverdlov, Joseph Staline, Lev Kamenev, la fille de Marina Tsvetaïeva, Ariadna Efron, et l'archevêque Louka Voïno-Iassenetski, y furent exilés.

## Économie
Le champ pétrolifère de Vankor a été découvert dans le raïon de Touroukhansk en 1988, à 130 km à l'ouest d'Igarka. Les réserves sont estimées à environ 220 millions de tonnes de pétrole brut et à près de 90 milliards de mètres cubes de gaz. Leur exploitation débute en août 2009 grâce à un oléoduc allant jusqu'à Dikson, sur la mer de Kara.

### Barrage de Touroukhansk
Le barrage de Touroukhansk, doté de la plus grande centrale hydroélectrique de Russie, doit être construit sur la Toungouska inférieure à proximité de la ville, d'ici à 2018.

## Transport
Touroukhansk possède un aéroport.